# Iglesia del Pater Noster
La Iglesia del Pater Noster (en francés: Église du Pater Noster; en hebreo: כנסיית אבינו שבשמים) también conocido como el santuario de Eleona (en francés: Domaine de L'Eleona), es una iglesia católica parcialmente reconstruida ubicada en el Monte de los Olivos, al norte de las tumbas de los profetas, en Jerusalén. Se encuentra en el sitio tradicional de la enseñanza de Cristo sobre la Oración del Señor. (Lucas 11:2-4). Hoy en día, la tierra en que la iglesia se encuentra formalmente pertenece a Francia. (Dominio nacional francés en Tierra Santa).
La iglesia moderna está construida sobre el emplazamiento de una basílica del siglo IV, diseñada por Constantino I para conmemorar la Ascensión de Jesucristo. Fue construida bajo la dirección de la madre de Constantino, Elena, en el siglo IV, que la nombró la "Iglesia de los Discípulos". La peregrina Egeria fue la primera en referirse a ella como la "iglesia de Eleona" en el siglo IV, lo que significa "olivar".